# Greta (film)
According to Greta – niezależny debiutancki film Nancy Bardawil znany również pt. „Greta”. W Polsce film można było zobaczyć za pośrednictwem kanału Hallmark Channel.

## Obsada
- Hilary Duff – Greta
- Ellen Burstyn – Katherine
- Michael Murphy – Joseph
- Evan Ross – Julie
- Melissa Leo – Karen
- Oren Skoog – Steve

## Produkcja
Film był kręcony pod koniec 2007 w New Jersey. 2 kwietnia odbył się specjalny przedpremierowy pokaz filmu w Kanadzie, a 13 maja Greta był wyświetlany na festiwalu w Cannes. 25 listopada film ukazał się na DVD w Australii. 11 grudnia Greta weszła do amerykańskich kin w limitowanej wersji, a na 19 stycznia zapowiedziana została premiera na DVD i Blue-ray w USA.